# Eudoxia Lopujiná

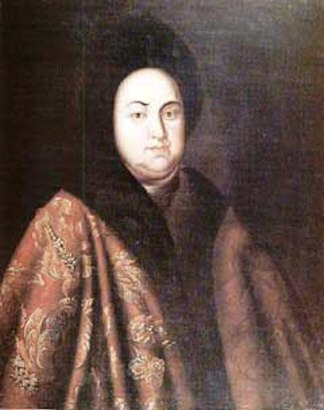
Eudoxia Fiódorovna Lopujiná.

Eudoxia Fiódorovna Lopujiná (Евдокия Фёдоровна Лопухина, Yevdokiya Fiódorovna Lopujiná) o Praskovia Ilariónovna Lopujiná (Прасковья Илларионовна Лопухина) (Moscú, 10 de julio de 1669 – San Petersburgo, 7 de septiembre de 1731, según él calendario gregoriano — 30 de julio y 27 de agosto, respectivamente, según el juliano) fue una emperatriz rusa, la primera esposa del zar Pedro el Grande, y madre del zarévich Alexis Petróvich. Última zarina rusa de origen autóctono.

## Biografía
Eudoxia provenía de una familia distinguida. Había disfrutado de una educación tradicional: era analfabeta y no tenía intereses intelectuales. Fue elegida por la zarina Natalia Narýshkina a los 16 años como prometida de Pedro. Eudoxia sin nada que decir, siguió las órdenes de la madre del futuro zar. 
Pedro y Eudoxia se casaron el 6 de febrero de 1689 y vivieron un matrimonio infeliz. Eudoxia  fue coronada zarina en ese mismo año de 1689 y dio a luz al zarévich Alexis Petróvich al año siguiente. Tuvo dos hijos más con Pedro: Alejandro en 1691 y Pablo en 1693, pero ambos murieron en la infancia. El Zar no podía soportar la indolencia conservadora de sus parientes, y la abandonó pronto para embarcarse en una historia de amor con la alemana Anna Mons nacida en el Cuartel Alemán de Moscú.
Eudoxia pertenecía a una secta rigorista, los viejos creyentes, por lo que se opuso a las reformas de su marido. Durante la supresión de los Streltsí, en 1698, Pedro el Grande sospechó que su mujer participó en la conspiración y la desterró al monasterio de Súzdal, donde ella profesó con el nombre de Elena, después de nueve años de matrimonio. 

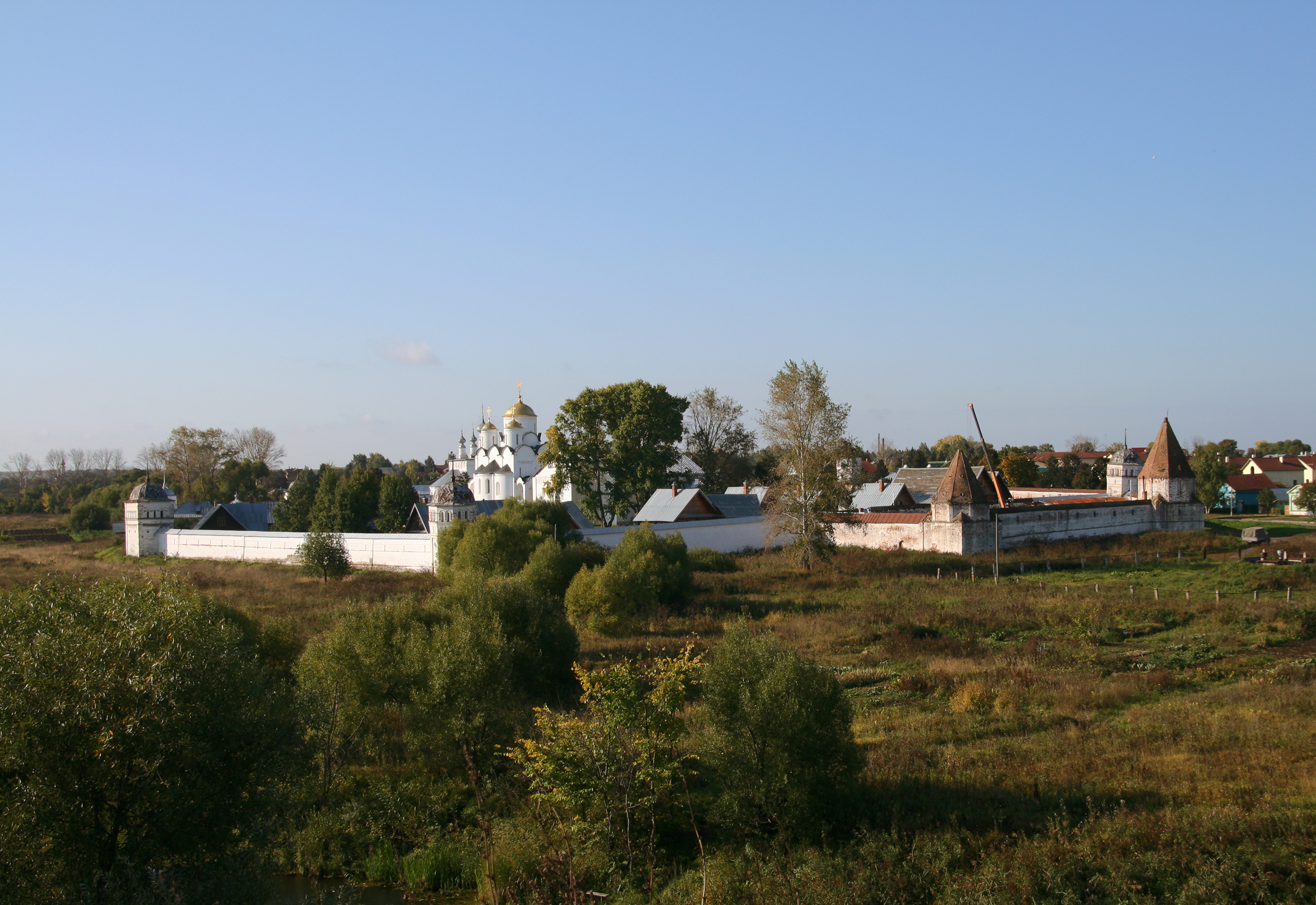
Convento de la Intersección en Súzdal.

La abadesa, sin embargo, le permitió llevar una vida laica, más que una de monja. Eudoxia de hecho tuvo una relación con el militar Stepán Glébov, que más tarde fue encarcelado por la aventura, y condenado a muerte por descuartizamiento.
Poco a poco, Eudoxia y su hijo se convirtieron en el símbolo de quienes se oponían a las reformas europeístas de Pedro, especialmente las relativas a la reforma de la Iglesia Ortodoxa Rusa. En sus sermones, el obispo Demetrio de Rostov se refería a Eudoxia como "nuestra gran soberana" y profesó abiertamente su derecho a volver al trono. El emergente partido conservador fue, finalmente, derrotado por Pedro el Grande en 1718. Todos los obispos que apoyaron las acciones de Eudoxia fueron condenados a muerte. Además, el zar decapitó a su hermano Abraham y encarceló y torturó hasta la muerte al hijo de ambos, el zarévich Alexis Petróvich.
Como resultado, en 1718, Eudoxia fue trasladada de Súzdal al monasterio de la Asunción en Stáraya Ládoga, donde vivió siete años bajo una estricta supervisión hasta la muerte de su exmarido. En 1725 fue enviada a Shlisselburg donde su sucesora, Catalina I, la mantuvo detenida en secreto, en estado criminal bajo el nombre de "cierta persona". Esto se debió a que Eudoxia todavía representaba una amenaza importante para la nueva emperatriz, cuyos derechos al trono eran inciertos.
En 1727, su nieto Pedro II ascendió al trono de Rusia y, de inmediato, la llamó a Moscú. Ella volvió a la antigua capital con gran pompa y se le permitió mantener su propia corte en el Monasterio Novodévichi hasta su muerte en 1731.

## Descendencia
- Alexis Petróvich Románov (1690-1718), casado con Carlota Cristina de Braunschweig-Wolfenbüttel, tuvo descendencia.

- Alejandro Petróvich Románov (1691-1692), murió joven.

- Pablo Petróvich Románov (1693)